# Jet Naessens
Pour les articles homonymes, voir Naessens.
Jet Violet Naessens, née à Brecon (Galles du Sud) le 4 septembre 1915 et morte à Anvers le 25 juin 2010, est une actrice belge d'expression flamande, active de 1937 à 1978.

## Biographie
Ses parents ayant fui la Belgique lors de la Première Guerre mondiale, Jet Naessens naît au pays de Galles en 1916.
Dans les années 1930, elle étudie l'art du théâtre au Conservatoire royal d'Anvers. De 1937 à 1978, elle est comédienne au Koninklijke Nederlandse Schouwburg (nl) à Anvers, où elle joue dans une vaste gamme de genres. Par après, elle est également au générique de plusieurs films. De 1959 à 1975, elle enseigne au Conservatoire royal d'Anvers.
Naessens s'est mariée avec Jos Gevers (nl), co-auteur de la série comique Slisse en Cesar (nl).
De nombreux documents d'archives lui ayant appartenu — ainsi que ceux de son mari — sont déposés à la Letterenhuis à Anvers.

## Filmographie partielle

### Comme actrice
- 1943 : Wenn die Sonne wieder scheint de Boleslaw Barlog
- 1971 : Malpertuis de Harry Kümel
- 1972 : Louisa, un mot d'amour de Paul Collet et Pierre Drouot

### Comme réalisatrice
- 1971 : Midzomernachtsdroom (téléfilm)